# Salomenka
Salomenka (belarussisch Саломенка, russisch Соломенка) ist ein Dorf mit ca. 100 Einwohnern in Selsawet Kwasouka, Rajon Hrodna, Hrodsenskaja Woblasz, Belarus.
Salomenka ist der Geburtsort des belarussischen und litauischen Mathematikers und Astronomen Marzin Patschobut-Adljanizki, der hier am 30. September 1728 zur Welt kam. Das Dorf wurde im Zweiten Weltkrieg von den deutschen Truppen beim Rückzug komplett niedergebrannt.